# Fatma Ekenoğlu
Fatma Ekenoğlu (* 1956 in Paphos) ist eine zyperntürkische Politikerin.
1983 absolvierte Ekenoğlu die medizinische Fakultät Cerrahpaşa an der Universität İstanbul. 1988 arbeitete sie dort als Internistin. Zwischen 1988 und 1994 war Ekenoğlu als freie Ärztin tätig. Ab 1994 war sie am Cengiz-Topel-Krankenhaus beschäftigt. 
Bei den Parlamentswahlen am 6. Februar 1998 wurde sie als Abgeordnete der Republikanisch türkischen Partei für den Distrikt Güzelyurt gewählt, ebenso bei den nachfolgenden Wahlen im Dezember 2003, im Februar 2005 und im April 2009. Ab dem 14. Januar 2004 war sie die Präsidentin des Parlaments der Türkischen Republik Nordzypern. Nach der Wahl 2009 wurde sie in diesem Amt am 6. Mai 2009 von Hasan Bozer von der UBP abgelöst. Seit der Wahl vom 28. Juli 2013 ist sie nicht mehr im Parlament vertreten.